# Spøgelseskat
En spøgelseskat er et mystisk kattedyr (puma, løve eller los) der bliver et et sted hvor det helst ikke burde leve. På engelsk bliver de kaldt for Alien Big Cats (forkortet ABC), som på dansk betyder Fremmede Store Katte.
Der påstås at være set spøgelseskatte i Storbritannien, Australien, New Zealand, Finland, Hawaii og endda også i Danmark. Der er selvfølgelig ikke tale om kattedyr som er stukket af fra zoologiske haver. Der er dog ingen beviser for at disse dyr virkelig lever ved de steder.